# Candor, New York
Candor är en ort i Tioga County i delstaten New York, USA.